# Danilo Rea
Danilo Rea (Vicenza, 9 de agosto de 1957) es un pianista de jazz italiano.

## Biografía
De niño se trasladó a Roma donde obtuvo el diploma de piano en el Conservatorio de Santa Cecilia, haciendo su debut en 1975 en la música de jazz con Enzo Pietropaoli y Roberto Gatto, formando el Trío de Roma.
Al mismo tiempo desarrolla un particular interés en la música progresiva y participa en la formación del grupo New Perigeo, del que es líder y fundador el contrabajista Giovanni Tommaso. En el New Perigeo se enfrentó a un largo tour (setenta y dos conciertos en setenta días, junto con Rino Gaetano y de Riccardo Cocciante, del que sigue siendo testigo el álbum titulado Q Concert.
Se hizo un nombre en la escena del jazz al tocar con algunos de los más grandes solistas norteamericanos, como Chet Baker, Lee Konitz, John Scofield, Joe Lovano, o Art Farmer. En 1989 participa en la obra de Roberto De Simone, Réquiem por Pier Paolo Pasolini, representada en el teatro San Carlo de Nápoles, bajo la dirección de Zoltan Pesko; en el mismo año publicó junto con Roberto Gatto el disco Improvisi.
En 1997 con el bajista Enzo Pietropaoli y el baterista Fabrizio Sferra forma Doctor 3, un trío en el que, durante una década, pisa los locales más importantes de la escena italiana de jazz. El disco The Tales of Doctor 3 es galardonado como el mejor álbum italiano de jazz en 1998, mientras que el siguiente trabajo The songs remain the same gana el título de mejor álbum de jazz de Música y discos en 1999.
En Italia son muchas sus colaboraciones dentro del pop, como pianista habitual de artistas como Mina, Claudio Baglioni, Pino Daniele y colaborador ocasional, entre otros, de Domenico Modugno, Fiorella Mannoia, Riccardo Cocciante, Renato Zero, Gianni Morandi y Adriano Celentano. En 2006 participó en el Concierto de Europa, en la isla de Pandataria, en que fue protagonista junto con Baglioni, Nicola Piovani y Luis Bacalov.
En la temporada 2007-2008 participa en el espectáculo Hombres de frac, junto con otros músicos como Peppe Servillo, Fausto Mesolella, Mimì Ciaramella del grupo Avion Travel, Fabrizio Bosso, Furio Di Castri, Javier Girotto, Gianluca Petrella y Cristiano Calcagnile. El show fue creado para celebrar los cincuenta años de Volare, y para la ocasión, el grupo interpretó algunas de las canciones de Domenico Modugno.
Sus improvisaciones, que incluye en cualquier repertorio, son bienvenidas durante los conciertos que se celebran en giras por todo el mundo y en los principales festivales de jazz.
En 2009 fue uno de los 70 artistas invitados, en un doble CD de Baglioni Q. P. G. A., donde Rea toca el piano en la canción "Centocelle".
En 2010 crea la música para el espectáculo " Commedia" de Giorgio Barberio Corsetti. Los vídeos son Cristian Taraborrelli.
El 15 de junio de 2011, con Paolo Damiani y Rashmi V. Bahtt, al atardecer, improvisó un memorable concierto en los tejados de Roma.
Toda la recaudación fue donada a Emergency, la ONG de Gino Strada.
En 2012 acompañó en algunas noches de verano a Gino Paoli, tanto en solitario como con el grupo formado por Flavio Boltro (trompeta), Rosario Bonaccorso (contrabajo) y Roberto Gatto (batería), en el marco del proyecto Reuniones de jazz, nacido a raíz de una colaboración en el álbum de Milestones de 2007.
El 21 de febrero de 2014 participa en el Festival de Sanremo, siempre con Paoli, lo que es seguido por una gira de primavera.

## Discografía
- 1989 - Reunion Flight Charts and Plans
- 2000 - Lost In Europe
- 2004 - Lirico (Egea)
- 2004 - Romantica (trio con Ares Tavolazzi e Roberto Gatto)
- 2006 - Jazzitaliano Live
- 2007 - Introverso
- 2008 - Reminiscence (con Martux_m)

### Con Lingomania
- 1988 - Grr...Expanders
- 1989 - Camminando

### Con Roberto Gatto
- 1986 - Notes
- 1987 - Ask (con John Scofield)
- 1989 - Improvvisi
- 2003 - Baci Rubati (live)

### Con Maurizio Giammarco
- 1988 - Hornithology

### Con Doctor 3
- 1998 - The Tales Of Doctor 3
- 1999 - The Songs Remain The Same
- 2001 - Bambini Forever
- 2001 - Live And More
- 2003 - Winter Tales
- 2007 - Blue
- 2007 - Jazz Italiano Live 2007
- 2008 - Jazz Italiano Live 2008 - Omaggio al Sessantotto

### Con New Perigeo
- 1981 - Effetto amore
- 1981 - Q Concert

### ConMaria Pia De Vito
- 2005 - So Right

### Con Aldo Romano
- 2004 - Threesome

### Con Massimo Moriconi
- 2001 - D'improvviso

### Con Giovanni Tommaso Quintet
- 1983 - GND
- 1986 - Via GT
- 1988 - To Chet

### Con Massimo Urbani
- 1993 - The Blessing

### Con Paolo Damiani
- 1994 - Eslo
- 2007 - Al tempo che farà

### ConGino Paoli
- 2007 - Milestones
- 2011 - Un incontro di jazz
- 2012 - Due come noi che...
- 2014 - Sanremo 2014

### Con The Crew
- 2006 - Sun and Moon for Free

### Con Lillo Quarantino
- 2006 - Fado Meridiano

### Con Pentarte Ensemble
- 1994 - Contact Areas

### Con Nicola Stilo
- 1995 - Errata Corrige

### Con Pietro Tonolo
- 1994 - Simbiosi
- 1999 - Sotto La Luna

### Con Renato Sellani
- 2008 - Amapola

### Con Marco Volpe
- 1989 - Exacting Work

### ConMina
- 1989 - Uiallalla
- 1990 - Ti conosco mascherina
- 1991 - Caterpillar vol. 1-2
- 1992 - Sorelle Lumière
- 1994 - Canarino mannaro
- 1995 - Pappa di latte
- 1996 - Cremona
- 1996 - Napoli
- 1998 - Mina Celentano
- 1999 - Olio
- 1999 - Mina n° 0
- 2000 - Dalla terra
- 2001 - Sconcerto
- 2003 - Napoli secondo estratto
- 2005 - L'allieva
- 2006 - Bau
- 2012 - 12 (american song book)
- 2014 - Selfie

### Con Paolo Damiani y Rashmi V. Bhatt
- 2011 - Sotto il cielo di Roma (DVD live)